# 诗琳通公主演奏二胡

照片上的亲笔签名

《诗琳通公主演奏二胡》是由尼迪功·盖威迁于1989年拍摄的作品，地点是在吉拉达花园的木屋内。照片高34.3厘米，宽23.8厘米，现藏于北京国际友谊博物馆。1990年4月，泰国诗琳通公主将这张照片赠送给當時的中国时任国家主席楊尚昆。

## 细节
照片中诗琳通公主身穿水蓝色立领长裙，头戴白色发夹，脖子上挂着一条带有肖像的项链，赤足跪坐演奏着白色的泰式二胡（都旺胡），琴杆上挂有一个泰式花环。相框为泰式装饰，上部有诗琳通公主的王家标志。在照片中的腰际处上，有公主本人的亲笔签名。

## 备注
1. ↑  在诗琳通公主的摄影图集《光是色，色是光》（ISBN 9789747628616）中翻译为“尼提功·格莱威仙”。
2. ↑  其历程后来写成游记《平沙万里行》。